# Segunda División Profesional de Chile 2021
La Segunda División Profesional de Chile 2021, también conocido como «Campeonato Pullman Bus 2021», por razones de patrocinio, fue la 11.º edición de la tercera categoría del fútbol chileno. El campeonato lo organiza la Asociación Nacional de Fútbol Profesional.
Las novedades para este torneo son el regreso de Deportes Valdivia a la categoría, tras 4 años y medio de estadía en la Primera B, y el debut en la categoría y en el profesionalismo de Rodelindo Román y Deportes Limache, quienes estarán, por primera vez en sus historias, en una categoría organizada por la ANFP. Otra novedad es que, por primera vez en la historia de la categoría, el torneo tendrá un auspiciador propio, en este caso la empresa de buses Pullman Bus.

## Sistema
La Fase Regular constará de 22 fechas, siendo 2 ruedas de 11 jornadas cada una. Al Término de la fase regular, el equipo que resulte en el Primer Lugar se coronará Campeón del torneo y ascenderá a la Primera B, mientras que los 2 últimos descenderán a la Tercera División A.

### Reglamento
En este torneo, se observará el sistema de puntos, de acuerdo a la reglamentación de la Internacional F.A. Board, asignándose tres puntos, al equipo que resulte ganador; un punto, a cada uno en caso de empate; y cero punto al perdedor.
El orden de clasificación de los equipos, se determinará en una tabla de cómputo general, de la siguiente manera:
- A) Mayor cantidad de puntos obtenidos; en caso de igualdad;
- B) Mayor diferencia entre los goles marcados y recibidos; en caso de igualdad;
- C) Mayor cantidad de partidos ganados; en caso de igualdad;
- D) Mayor cantidad de goles convertidos; en caso de igualdad;
- E) Mayor cantidad de goles de visita marcados; en caso de igualdad;
- F) Menor cantidad de tarjetas rojas recibidas; en caso de igualdad;
- G) Menor cantidad de tarjetas amarillas recibidas; en caso de igualdad;
- H) Sorteo.

En cuanto al campeón del torneo 2021 y a los descendidos a la Tercera División A 2022, se definirá de acuerdo al siguiente sistema:
- A) Mayor cantidad de puntos obtenidos; en caso de igualdad;
- B) Partido de desempate en cancha neutral.

## Árbitros
Esta es la lista de árbitros del torneo de Segunda División Profesional 2021. Los árbitros de la Primera División, como de Primera B, pueden arbitrar en la parte final de este torneo, siempre y cuando no sean designados, para arbitrar en una fecha del campeonato de la categoría mencionada, así como los árbitros de esta lista, pueden dirigir en las dos categorías más altas si la ANFP así lo estime conveniente. Los árbitros del Fútbol Joven de Quilín; Franco Jiménez, Gastón Noriega y Francisco Soriano, se incorporan a esta categoría, haciendo su debut como árbitros profesionales. Por último, los árbitros Omar Oporto, Juan Sepúlveda y la árbitra María Belén Carvajal, pasaron a arbitrar a la Primera B.
| Árbitros          | Edad    | Categoría |
| ----------------- | ------- | --------- |
| Reinerio Alvarado | 31 años |           |
| Felipe González   | 32 años |           |
| Franco Jiménez    |         |           |
| Jorge Oses        | 31 años |           |
| Gastón Philippe   |         |           |
| Fabián Pizarro    | 34 años |           |
| Mathías Riquelme  | 32 años |           |
| Francisco Soriano |         |           |
| Diego Vidal       | 35 años |           |

## Relevos
| Pos | a Primera B    |
| --- | -------------- |
| 1.° | Fernández Vial |

| Pos  | a Segunda División |
| ---- | ------------------ |
| 15.º | Deportes Valdivia  |

| Pos | a Segunda División |
| --- | ------------------ |
| 1.° | Deportes Limache   |
| 2.° | Rodelindo Román    |

| Pos  | a Tercera División A |
| ---- | -------------------- |
| 11.º | Deportes Vallenar    |
| 12.º | Deportes Linares     |

## Participantes

### Localización
| Equipo              | Región        | Ciudad                     |
| ------------------- | ------------- | -------------------------- |
| Deportes Limache    | Valparaíso    | Limache                    |
| San Antonio Unido   | Valparaíso    | San Antonio                |
| Deportes Colina     | Metropolitana | Colina                     |
| Deportes Recoleta   | Metropolitana | Recoleta                   |
| Lautaro de Buin     | Metropolitana | Buin                       |
| Rodelindo Román     | Metropolitana | San Joaquín                |
| Colchagua           | O'Higgins     | San Fernando               |
| General Velásquez   | O'Higgins     | San Vicente de Tagua Tagua |
| Ind Cauquenes       | Maule         | Cauquenes                  |
| Deportes Concepción | Biobío        | Concepción                 |
| Iberia              | Biobío        | Los Ángeles                |
| Deportes Valdivia   | Los Ríos      | Valdivia                   |

| Deportes Recoleta Rodelindo Román \| Lautaro de Buin Deportes Colina \| |
| Lautaro de Buin Deportes Colina                                         |

| Lautaro de Buin Deportes Colina |

## Información
| Equipo              | Entrenador         | Estadio                  | Capacidad | Proveedor | Auspiciador            |
| ------------------- | ------------------ | ------------------------ | --------- | --------- | ---------------------- |
| Colchagua           | Pablo Pacheco      | Jorge Silva              | 6.000     | TDeportes | FR Group               |
| Deportes Colina     | Fernando Gutiérrez | Manuel Rojas             | 4.000     | Playmaker |                        |
| Deportes Concepción | Óscar del Solar    | Ester Roa                | 33.000    | Kelme     | Fanaloza               |
| Deportes Limache    | Ítalo Pinochet     | Gustavo Ocaranza         | 3.000     | Claus-7   | Transportes CVU        |
| Deportes Recoleta   | Felipe Nuñez       | Leonel Sánchez           | 1.000     | Training  | Elías Mazú y Cía       |
| Deportes Valdivia   | Luis Marcoleta     | Parque Municipal         | 5.000     | KS7       | Colún                  |
| General Velásquez   | César Bustamante   | Augusto Rodríguez        | 3.000     | Andrómeda | Agrícola San Francisco |
| Iberia              | Eduardo Lobos      | Municipal de Los Ángeles | 4.150     | KS7       | CMPC                   |
| Ind Cauquenes       | Elvis Aliaga       | Miguel Alarcón           | 4.000     | KS7       | Capiro                 |
| Lautaro de Buin     | Carlos Encinas     | Lautaro de Buin          | 3.700     | Training  | CMPC                   |
| Rodelindo Román     | Rodolfo Madrid     | Arturo Vidal             | 3.500     | Cron      | DesKartable            |
| San Antonio Unido   | Ariel Pereyra      | Olegario Henríquez       | 5.000     | OneFit    | Pullman Bus            |

## Clasificación
| Pos. | Equipo              | Pts. | PJ | G  | E | P  | GF | GC | Dif. |  |
| ---- | ------------------- | ---- | -- | -- | - | -- | -- | -- | ---- |  |
| 1    | Deportes Recoleta   | 48   | 22 | 15 | 3 | 4  | 38 | 24 | +14  |  |
| 2    | Iberia              | 40   | 22 | 12 | 4 | 6  | 34 | 26 | +8   |  |
| 3    | Deportes Limache    | 35   | 22 | 9  | 8 | 5  | 36 | 22 | +14  |  |
| 4    | Ind Cauquenes       | 32   | 22 | 10 | 2 | 10 | 38 | 32 | +6   |  |
| 5    | Lautaro de Buin     | 32   | 22 | 9  | 5 | 8  | 32 | 30 | +2   |  |
| 6    | General Velásquez   | 31   | 22 | 8  | 7 | 7  | 33 | 33 | 0    |  |
| 7    | San Antonio Unido   | 30   | 22 | 8  | 6 | 8  | 34 | 36 | −2   |  |
| 8    | Deportes Valdivia   | 27   | 22 | 8  | 6 | 8  | 29 | 27 | +2   |  |
| 9    | Rodelindo Román     | 27   | 22 | 7  | 6 | 9  | 23 | 34 | −11  |  |
| 10   | Deportes Concepción | 23   | 22 | 5  | 8 | 9  | 22 | 29 | −7   |  |
| 11   | Deportes Colina     | 19   | 22 | 5  | 4 | 13 | 19 | 31 | −12  |  |
| 12   | Colchagua           | 18   | 22 | 5  | 3 | 14 | 23 | 37 | −14  |  |

 Fuente: Campeonato Chileno
     Campeón. Asciende a la Primera B.
     Descienden a la Tercera División A.
| Sanciones                                                                             |
| ------------------------------------------------------------------------------------- |
| - Deportes Valdivia fue sancionado con la pérdida de 3 puntos, tras el fallo del CMF. |

## Evolución
| Equipo / Fecha      | 01   | 02   | 03   | 04   | 05   | 06   | 07   | 08   | 09   | 10   | 11   | 12   | 13   | 14   | 15   | 16   | 17   | 18   | 19  | 20  | 21  | 22  |
| ------------------- | ---- | ---- | ---- | ---- | ---- | ---- | ---- | ---- | ---- | ---- | ---- | ---- | ---- | ---- | ---- | ---- | ---- | ---- | --- | --- | --- | --- |
| Deportes Recoleta   | 4.°  | 5.°  | 3.°  | 5.°  | 5.°  | 6.°  | 6.°  | 5.°  | 4.°  | 5.°  | 3.°  | 1.°  | 1.°  | 2.°  | 2.°  | 1.°  | 1.°  | 1.°  | 1.° | 1.° | 1.° | 1.° |
| Iberia              | 2.°  | 1.°  | 1.°  | 1.°  | 1.°  | 3.°  | 1.°  | 2.°  | 2.°  | 3.°  | 2.°  | 2.°  | 3.°  | 3.°  | 4.°  | 4.°  | 2.°  | 2.°  | 2.° | .°  | .°  | .°  |
| Deportes Limache    | 4.°  | 5.°  | 3.°  | 5.°  | 5.°  | 6.°  | 6.°  | 5.°  | 4.°  | 5.°  | 3.°  | 3.°  | 2.°  | 1.°  | 1.°  | 2.°  | 3.°  | 3.°  | .°  | .°  | .°  | .°  |
| Ind Cauquenes       | 9.°  | 4.°  | 7.°  | 4.°  | 3.°  | 2.°  | 5.°  | 1.°  | 1.°  | 2.°  | 1.°  | 4.°  | 4.°  | 4.°  | 3.°  | 3.°  | 4.°  | 4.°  | .°  | .°  | .°  | .°  |
| Lautaro de Buin     | 8.°  | 11.° | 11.° | 11.° | 11.° | 12.° | 9.°  | 8.°  | 8.°  | 10.° | 9.°  | 8.°  | 8.°  | 9.°  | 7.°  | 5.°  | 5.°  | 5.°  | .°  | .°  | .°  | .°  |
| General Velásquez   | 3.°  | 2.°  | 5.°  | 7.°  | 7.°  | 7.°  | 7.°  | 6.°  | 7.°  | 7.°  | 8.°  | 9.°  | 10.° | 8.°  | 8.°  | 8.°  | 6.°  | 6.°  | .°  | .°  | .°  | .°  |
| San Antonio Unido   | 6.°  | 7.°  | 4.°  | 6.°  | 6.°  | 4.°  | 2.°  | 4.°  | 6.°  | 4.°  | 6.°  | 5.°  | 7.°  | 6.°  | 5.°  | 6.°  | 8.°  | 7.°  | .°  | .°  | .°  | .°  |
| Rodelindo Román     | 12.° | 10.° | 10.° | 10.° | 9.°  | 10.° | 11.° | 12.° | 9.°  | 8.°  | 7.°  | 6.°  | 5.°  | 5.°  | 6.°  | 7.°  | 7.°  | 8.°  | .°  | .°  | .°  | .°  |
| Deportes Valdivia   | 1.°  | 3.°  | 2.°  | 2.°  | 2.°  | 1.°  | 4.°  | 7.°  | 5.°  | 6.°  | 5.°  | 7.°  | 6.°  | 7.°  | 9.°  | 9.°  | 9.°  | 9.°  | .°  | .°  | .°  | .°  |
| Deportes Concepción | 10.° | 8.°  | 9.°  | 9.°  | 10.° | 8.°  | 10.° | 11.° | 12.° | 11.° | 10.° | 10.° | 9.°  | 10.° | 10.° | 10.° | 10.° | 10.° | .°  | .°  | .°  | .°  |
| Colchagua           | 11.° | 12.° | 12.° | 12.° | 12.° | 11.° | 12.° | 10.° | 11.° | 12.° | 12.° | 12.° | 11.° | 11.° | 11.° | 11.° | 11.° | 11.° | .°  | .°  | .°  | .°  |
| Deportes Colina     | 7.°  | 6.°  | 8.°  | 8.°  | 8.°  | 9.°  | 8.°  | 9.°  | 10.° | 9.°  | 11.° | 11.° | 12.° | 12.° | 12.° | 12.° | 12.° | 12.° | .°  | .°  | .°  | .°  |

## Resultados
- Los horarios corresponden al huso horario de Chile: UTC-4 en horario estándar y UTC-3 en horario de verano.

### Primera rueda
| Fecha 1           | Fecha 1   | Fecha 1             | Fecha 1                  | Fecha 1     | Fecha 1 |
| Local             | Resultado | Visita              | Estadio                  | Fecha       | Hora    |
| ----------------- | --------- | ------------------- | ------------------------ | ----------- | ------- |
| Deportes Valdivia | 3 - 0     | Rodelindo Román     | Parque Municipal         | 30 de mayo  | 11:00   |
| Iberia            | 4 - 2     | Deportes Concepción | Municipal de Los Ángeles | 30 de mayo  | 15:00   |
| San Antonio Unido | 1 - 1     | Deportes Limache    | Lucio Fariña             | 30 de mayo  | 15:00   |
| Independiente     | 0 - 1     | Deportes Recoleta   | Fiscal de Talca          | 30 de mayo  | 16:00   |
| General Velásquez | 2 - 0     | Colchagua           | Augusto Rodríguez        | 1 de junio  | 15:00   |
| Lautaro de Buin   | 0 - 0     | Deportes Colina     | Municipal de La Pintana  | 21 de julio | 11:00   |

| Fecha 2             | Fecha 2   | Fecha 2           | Fecha 2                 | Fecha 2      | Fecha 2 |
| Local               | Resultado | Visita            | Estadio                 | Fecha        | Hora    |
| ------------------- | --------- | ----------------- | ----------------------- | ------------ | ------- |
| Rodelindo Román     | 1 - 1     | San Antonio Unido | Municipal de La Pintana | 4 de junio   | 20:00   |
| Deportes Colina     | 1 - 0     | Deportes Valdivia | Manuel Rojas            | 5 de junio   | 11:00   |
| Deportes Limache    | 0 - 2     | Iberia            | Lucio Fariña            | 5 de junio   | 15:00   |
| Colchagua           | 1 - 3     | Independiente     | El Teniente             | 5 de junio   | 15:00   |
| Deportes Concepción | 1 - 1     | General Velásquez | Ester Roa               | 6 de junio   | 15:30   |
| Deportes Recoleta   | 5 - 1     | Lautaro de Buin   | Leonel Sánchez          | 19 de agosto | 15:00   |

| Fecha 3           | Fecha 3   | Fecha 3             | Fecha 3                 | Fecha 3     | Fecha 3 |
| Local             | Resultado | Visita              | Estadio                 | Fecha       | Hora    |
| ----------------- | --------- | ------------------- | ----------------------- | ----------- | ------- |
| Rodelindo Román   | 0 - 2     | Iberia              | Municipal de La Pintana | 19 de junio | 15:00   |
| General Velásquez | 0 - 1     | Deportes Recoleta   | Augusto Rodríguez       | 19 de junio | 15:00   |
| Deportes Valdivia | 3 - 1     | Independiente       | Parque Municipal        | 20 de junio | 12:00   |
| Deportes Colina   | 0 - 2     | Deportes Limache    | Manuel Rojas            | 20 de junio | 15:00   |
| San Antonio Unido | 2 - 1     | Deportes Concepción | Lucio Fariña            | 20 de junio | 16:00   |
| Lautaro de Buin   | 1 - 0     | Colchagua           | Municipal de La Pintana | 29 de julio | 12:30   |

| Fecha 4             | Fecha 4   | Fecha 4           | Fecha 4          | Fecha 4      | Fecha 4 |
| Local               | Resultado | Visita            | Estadio          | Fecha        | Hora    |
| ------------------- | --------- | ----------------- | ---------------- | ------------ | ------- |
| Deportes Valdivia   | 1 - 0     | General Velásquez | Parque Municipal | 26 de junio  | 12:30   |
| Independiente       | 5 - 0     | Rodelindo Román   | Fiscal de Talca  | 27 de junio  | 15:00   |
| Deportes Limache    | 4 - 0     | Colchagua         | Lucio Fariña     | 28 de junio  | 15:30   |
| Deportes Concepción | 2 - 2     | Lautaro de Buin   | Ester Roa        | 28 de agosto | 18:00   |
| Iberia              | 1 - 2     | San Antonio Unido | Fiscal de Talca  | 29 de agosto | 15:00   |
| Deportes Recoleta   | 3 - 2     | Deportes Colina   | Leonel Sánchez   | 30 de agosto | 15:00   |

| Fecha 5           | Fecha 5   | Fecha 5             | Fecha 5                 | Fecha 5      | Fecha 5 |
| Local             | Resultado | Visita              | Estadio                 | Fecha        | Hora    |
| ----------------- | --------- | ------------------- | ----------------------- | ------------ | ------- |
| General Velásquez | 0 - 0     | Iberia              | Augusto Rodríguez       | 3 de julio   | 15:00   |
| Deportes Colina   | 0 - 0     | Independiente       | Manuel Rojas            | 4 de julio   | 15:00   |
| Rodelindo Román   | 1 - 0     | Deportes Recoleta   | Municipal de La Pintana | 4 de julio   | 15:00   |
| San Antonio Unido | 2 - 2     | Deportes Valdivia   | Lucio Fariña            | 4 de julio   | 15:30   |
| Colchagua         | 0 - 1     | Deportes Concepción | Jorge Silva             | 10 de agosto | 15:00   |
| Lautaro de Buin   | 1 - 1     | Deportes Limache    | Municipal de La Pintana | 11 de agosto | 15:00   |

| Fecha 6             | Fecha 6   | Fecha 6           | Fecha 6                  | Fecha 6     | Fecha 6 |
| Local               | Resultado | Visita            | Estadio                  | Fecha       | Hora    |
| ------------------- | --------- | ----------------- | ------------------------ | ----------- | ------- |
| General Velásquez   | 1 - 1     | Deportes Limache  | Augusto Rodríguez        | 10 de julio | 15:30   |
| Deportes Valdivia   | 3 - 2     | Deportes Recoleta | Parque Municipal         | 11 de julio | 12:30   |
| Independiente       | 1 - 0     | Lautaro de Buin   | Fiscal de Talca          | 11 de julio | 15:00   |
| Deportes Concepción | 1 - 0     | Rodelindo Román   | Ester Roa                | 11 de julio | 15:00   |
| Iberia              | 0 - 1     | Colchagua         | Municipal de Los Ángeles | 11 de julio | 15:00   |
| San Antonio Unido   | 2 - 0     | Deportes Colina   | Lucio Fariña             | 11 de julio | 15:30   |

| Fecha 7           | Fecha 7   | Fecha 7             | Fecha 7                 | Fecha 7     | Fecha 7 |
| Local             | Resultado | Visita              | Estadio                 | Fecha       | Hora    |
| ----------------- | --------- | ------------------- | ----------------------- | ----------- | ------- |
| Lautaro de Buin   | 2 - 0     | Deportes Valdivia   | Municipal de La Pintana | 25 de julio | 11:00   |
| Deportes Recoleta | 2 - 1     | Deportes Concepción | Leonel Sánchez          | 25 de julio | 15:00   |
| Independiente     | 2 - 3     | Iberia              | Fiscal de Talca         | 25 de julio | 15:00   |
| Deportes Limache  | 4 - 1     | Rodelindo Román     | Lucio Fariña            | 25 de julio | 15:00   |
| Colchagua         | 1 - 2     | San Antonio Unido   | Jorge Silva             | 25 de julio | 15:00   |
| Deportes Colina   | 1 - 2     | General Velásquez   | Manuel Rojas            | 26 de julio | 15:00   |

| Fecha 8             | Fecha 8   | Fecha 8           | Fecha 8                  | Fecha 8     | Fecha 8 |
| Local               | Resultado | Visita            | Estadio                  | Fecha       | Hora    |
| ------------------- | --------- | ----------------- | ------------------------ | ----------- | ------- |
| Deportes Valdivia   | 0 - 0     | Deportes Limache  | Parque Municipal         | 31 de julio | 12:30   |
| Deportes Concepción | 0 - 0     | Deportes Colina   | Ester Roa                | 31 de julio | 15:30   |
| San Antonio Unido   | 2 - 3     | Independiente     | Lucio Fariña             | 31 de julio | 15:30   |
| Iberia              | 1 - 2     | Deportes Recoleta | Municipal de Los Ángeles | 1 de agosto | 15:00   |
| Rodelindo Román     | 1 - 2     | Colchagua         | Manuel Rojas             | 2 de agosto | 15:00   |
| General Velásquez   | 1 - 0     | Lautaro de Buin   | Augusto Rodríguez        | 4 de agosto | 15:00   |

| Fecha 9           | Fecha 9   | Fecha 9             | Fecha 9                 | Fecha 9     | Fecha 9 |
| Local             | Resultado | Visita              | Estadio                 | Fecha       | Hora    |
| ----------------- | --------- | ------------------- | ----------------------- | ----------- | ------- |
| Deportes Limache  | 1 - 0     | Deportes Concepción | Lucio Fariña            | 6 de agosto | 15:00   |
| Colchagua         | 1 - 2     | Deportes Valdivia   | Jorge Silva             | 6 de agosto | 18:45   |
| Lautaro de Buin   | 0 - 2     | Iberia              | Municipal de La Pintana | 8 de agosto | 12:00   |
| Independiente     | 3 - 1     | General Velásquez   | Fiscal de Talca         | 8 de agosto | 15:00   |
| Deportes Recoleta | 1 - 0     | San Antonio Unido   | Leonel Sánchez          | 8 de agosto | 15:00   |
| Deportes Colina   | 0 - 1     | Rodelindo Román     | Manuel Rojas            | 9 de agosto | 15:00   |

| Fecha 10            | Fecha 10  | Fecha 10          | Fecha 10        | Fecha 10     | Fecha 10 |
| Local               | Resultado | Visita            | Estadio         | Fecha        | Hora     |
| ------------------- | --------- | ----------------- | --------------- | ------------ | -------- |
| San Antonio Unido   | 2 - 1     | General Velásquez | Lucio Fariña    | 14 de agosto | 15:30    |
| Deportes Concepción | 0 - 1     | Independiente     | Ester Roa       | 14 de agosto | 18:00    |
| Deportes Limache    | 3 - 0     | Deportes Recoleta | Lucio Fariña    | 15 de agosto | 15:00    |
| Rodelindo Román     | 2 - 1     | Lautaro de Buin   | Manuel Rojas    | 15 de agosto | 15:00    |
| Colchagua           | 0 - 1     | Deportes Colina   | Jorge Silva     | 16 de agosto | 15:00    |
| Iberia              | 1 - 0     | Deportes Valdivia | Fiscal de Talca | 18 de agosto | 15:00    |

| Fecha 11          | Fecha 11  | Fecha 11            | Fecha 11                | Fecha 11     | Fecha 11 |
| Local             | Resultado | Visita              | Estadio                 | Fecha        | Hora     |
| ----------------- | --------- | ------------------- | ----------------------- | ------------ | -------- |
| Independiente     | 2 - 1     | Deportes Limache    | Fiscal de Talca         | 22 de agosto | 15:00    |
| General Velásquez | 2 - 5     | Rodelindo Román     | Augusto Rodríguez       | 22 de agosto | 15:00    |
| Deportes Colina   | 2 - 3     | Iberia              | Manuel Rojas            | 23 de agosto | 12:00    |
| Deportes Valdivia | 2 - 2     | Deportes Concepción | Parque Municipal        | 23 de agosto | 13:00    |
| Lautaro de Buin   | 3 - 1     | San Antonio Unido   | Municipal de La Pintana | 23 de agosto | 15:00    |
| Deportes Recoleta | 2 - 1     | Colchagua           | Leonel Sánchez          | 23 de agosto | 15:00    |

### Segunda rueda
| Fecha 12            | Fecha 12  | Fecha 12          | Fecha 12       | Fecha 12        | Fecha 12 |
| Local               | Resultado | Visita            | Estadio        | Fecha           | Hora     |
| ------------------- | --------- | ----------------- | -------------- | --------------- | -------- |
| Deportes Colina     | 0 - 2     | Lautaro de Buin   | Manuel Rojas   | 5 de septiembre | 12:00    |
| Colchagua           | 1 - 1     | General Velásquez | Jorge Silva    | 5 de septiembre | 12:00    |
| Deportes Concepción | 0 - 1     | Iberia            | Ester Roa      | 5 de septiembre | 14:30    |
| Deportes Limache    | 4 - 1     | San Antonio Unido | Lucio Fariña   | 5 de septiembre | 15:00    |
| Deportes Recoleta   | 3 - 2     | Independiente     | Leonel Sánchez | 5 de septiembre | 15:00    |
| Rodelindo Román     | 2 - 1     | Deportes Valdivia | Manuel Rojas   | 6 de septiembre | 15:00    |

| Fecha 13          | Fecha 13  | Fecha 13            | Fecha 13          | Fecha 13         | Fecha 13 |
| Local             | Resultado | Visita              | Estadio           | Fecha            | Hora     |
| ----------------- | --------- | ------------------- | ----------------- | ---------------- | -------- |
| Deportes Valdivia | 3 - 0     | Deportes Colina     | Parque Municipal  | 12 de septiembre | 12:30    |
| Independiente     | 0 - 2     | Colchagua           | Fiscal de Talca   | 12 de septiembre | 15:00    |
| San Antonio Unido | 1 - 2     | Rodelindo Román     | Lucio Fariña      | 13 de septiembre | 16:30    |
| Iberia            | 0 - 3     | Deportes Limache    | Fiscal de Talca   | 14 de septiembre | 15:00    |
| Lautaro de Buin   | 0 - 0     | Deportes Recoleta   | Lucio Fariña      | 14 de septiembre | 17:00    |
| General Velásquez | 0 - 1     | Deportes Concepción | Augusto Rodríguez | 16 de septiembre | 15:00    |

| Fecha 14            | Fecha 14  | Fecha 14          | Fecha 14            | Fecha 14         | Fecha 14 |
| Local               | Resultado | Visita            | Estadio             | Fecha            | Hora     |
| ------------------- | --------- | ----------------- | ------------------- | ---------------- | -------- |
| Independiente       | 3 - 0     | Deportes Valdivia | Fiscal de Talca     | 25 de septiembre | 16:00    |
| Deportes Concepción | 1 - 1     | San Antonio Unido | Ester Roa           | 25 de septiembre | 16:00    |
| Colchagua           | 2 - 0     | Lautaro de Buin   | Jorge Silva         | 25 de septiembre | 18:00    |
| Deportes Limache    | 3 - 1     | Deportes Colina   | Lucio Fariña        | 26 de septiembre | 15:00    |
| Deportes Recoleta   | 2 - 3     | General Velásquez | Leonel Sánchez      | 26 de septiembre | 15:00    |
| Iberia              | 0 - 0     | Rodelindo Román   | Alberto Larraguibel | 27 de septiembre | 15:30    |

| Fecha 15          | Fecha 15  | Fecha 15            | Fecha 15          | Fecha 15     | Fecha 15 |
| Local             | Resultado | Visita              | Estadio           | Fecha        | Hora     |
| ----------------- | --------- | ------------------- | ----------------- | ------------ | -------- |
| General Velásquez | 2 - 1     | Deportes Valdivia   | Augusto Rodríguez | 2 de octubre | 16:00    |
| Colchagua         | 1 - 2     | Deportes Limache    | Jorge Silva       | 2 de octubre | 19:00    |
| Deportes Colina   | 1 - 2     | Deportes Recoleta   | Manuel Rojas      | 3 de octubre | 16:00    |
| San Antonio Unido | 3 - 3     | Iberia              | Lucio Fariña      | 3 de octubre | 16:30    |
| Rodelindo Román   | 0 - 2     | Independiente       | Manuel Rojas      | 4 de octubre | 15:00    |
| Lautaro de Buin   | 3 - 0     | Deportes Concepción | Lucio Fariña      | 4 de octubre | 18:00    |

| Fecha 16            | Fecha 16  | Fecha 16          | Fecha 16            | Fecha 16        | Fecha 16 |
| Local               | Resultado | Visita            | Estadio             | Fecha           | Hora     |
| ------------------- | --------- | ----------------- | ------------------- | --------------- | -------- |
| Iberia              | 3 - 1     | General Velásquez | Alberto Larraguibel | 9 de octubre    | 15:30    |
| Deportes Recoleta   | 2 - 1     | Rodelindo Román   | Leonel Sánchez      | 9 de octubre    | 16:00    |
| Deportes Limache    | 0 - 1     | Lautaro de Buin   | Lucio Fariña        | 9 de octubre    | 17:00    |
| Independiente       | 2 - 0     | Deportes Colina   | Fiscal de Talca     | 10 de octubre   | 18:00    |
| Deportes Concepción | 3 - 1     | Colchagua         | Ester Roa           | 11 de octubre   | 16:00    |
| Deportes Valdivia   | 2 - 1     | San Antonio Unido | Parque Municipal    | 18 de noviembre | 12:30    |

| Fecha 17          | Fecha 17  | Fecha 17            | Fecha 17                | Fecha 17      | Fecha 17 |
| Local             | Resultado | Visita              | Estadio                 | Fecha         | Hora     |
| ----------------- | --------- | ------------------- | ----------------------- | ------------- | -------- |
| Deportes Recoleta | 2 - 0     | Deportes Valdivia   | Leonel Sánchez          | 16 de octubre | 12:30    |
| Deportes Limache  | 1 - 3     | General Velásquez   | Lucio Fariña            | 16 de octubre | 17:00    |
| Rodelindo Román   | 1 - 1     | Deportes Concepción | Manuel Rojas            | 16 de octubre | 17:00    |
| Colchagua         | 1 - 2     | Iberia              | Jorge Silva             | 16 de octubre | 19:00    |
| Lautaro de Buin   | 2 - 0     | Independiente       | Municipal de La Pintana | 17 de octubre | 12:00    |
| Deportes Colina   | 1 - 0     | San Antonio Unido   | Manuel Rojas            | 19 de octubre | 17:00    |

| Fecha 18            | Fecha 18  | Fecha 18          | Fecha 18            | Fecha 18      | Fecha 18 |
| Local               | Resultado | Visita            | Estadio             | Fecha         | Hora     |
| ------------------- | --------- | ----------------- | ------------------- | ------------- | -------- |
| Rodelindo Román     | 0 - 0     | Deportes Limache  | Manuel Rojas        | 23 de octubre | 17:00    |
| Deportes Valdivia   | 0 - 1     | Lautaro de Buin   | Parque Municipal    | 24 de octubre | 12:30    |
| General Velásquez   | 3 - 2     | Deportes Colina   | Augusto Rodríguez   | 24 de octubre | 16:00    |
| Deportes Concepción | 0 - 1     | Deportes Recoleta | Ester Roa           | 24 de octubre | 16:00    |
| Iberia              | 1 - 0     | Independiente     | Alberto Larraguibel | 24 de octubre | 16:30    |
| San Antonio Unido   | 2 - 1     | Colchagua         | Lucio Fariña        | 25 de octubre | 17:00    |

| Fecha 19          | Fecha 19  | Fecha 19            | Fecha 19                | Fecha 19       | Fecha 19 |
| Local             | Resultado | Visita              | Estadio                 | Fecha          | Hora     |
| ----------------- | --------- | ------------------- | ----------------------- | -------------- | -------- |
| Deportes Recoleta | 1 - 1     | Iberia              | Leonel Sánchez          | 30 de octubre  | 17:00    |
| Independiente     | 1 - 2     | San Antonio Unido   | Fiscal de Talca         | 31 de octubre  | 17:00    |
| Deportes Colina   | 2 - 0     | Deportes Concepción | Manuel Rojas            | 31 de octubre  | 17:00    |
| Colchagua         | 2 - 0     | Rodelindo Román     | Jorge Silva             | 31 de octubre  | 17:00    |
| Deportes Limache  | 1 - 1     | Deportes Valdivia   | Lucio Fariña            | 1 de noviembre | 17:00    |
| Lautaro de Buin   | 1 - 1     | General Velásquez   | Municipal de La Pintana | 2 de noviembre | 17:00    |

| Fecha 20            | Fecha 20  | Fecha 20          | Fecha 20            | Fecha 20        | Fecha 20 |
| Local               | Resultado | Visita            | Estadio             | Fecha           | Hora     |
| ------------------- | --------- | ----------------- | ------------------- | --------------- | -------- |
| Rodelindo Román     | 0 - 0     | Deportes Colina   | Lucio Fariña        | 6 de noviembre  | 18:00    |
| Deportes Valdivia   | 2 - 2     | Colchagua         | Parque Municipal    | 7 de noviembre  | 12:00    |
| Iberia              | 2 - 3     | Lautaro de Buin   | Alberto Larraguibel | 7 de noviembre  | 16:30    |
| General Velásquez   | 4 - 2     | Independiente     | Augusto Rodríguez   | 7 de noviembre  | 17:00    |
| San Antonio Unido   | 1 - 2     | Deportes Recoleta | Lucio Fariña        | 8 de noviembre  | 18:00    |
| Deportes Concepción | 1 - 1     | Deportes Limache  | Ester Roa           | 23 de noviembre | 19:00    |

| Fecha 21          | Fecha 21  | Fecha 21            | Fecha 21          | Fecha 21        | Fecha 21 |
| Local             | Resultado | Visita              | Estadio           | Fecha           | Hora     |
| ----------------- | --------- | ------------------- | ----------------- | --------------- | -------- |
| Deportes Valdivia | 2 - 0     | Iberia              | Parque Municipal  | 13 de noviembre | 12:00    |
| General Velásquez | 1 - 1     | San Antonio Unido   | Augusto Rodríguez | 13 de noviembre | 17:30    |
| Deportes Recoleta | 2 - 0     | Deportes Limache    | Leonel Sánchez    | 14 de noviembre | 17:30    |
| Deportes Colina   | 4 - 1     | Colchagua           | Manuel Rojas      | 17 de noviembre | 18:00    |
| Independiente     | 2 - 3     | Deportes Concepción | Fiscal de Talca   | 17 de noviembre | 18:00    |
| Lautaro de Buin   | 3 - 4     | Rodelindo Román     | Lucio Fariña      | 18 de noviembre | 18:00    |

| Fecha 22            | Fecha 22  | Fecha 22          | Fecha 22            | Fecha 22        | Fecha 22 |
| Local               | Resultado | Visita            | Estadio             | Fecha           | Hora     |
| ------------------- | --------- | ----------------- | ------------------- | --------------- | -------- |
| Rodelindo Román     | 1 - 1     | General Velásquez | Manuel Rojas        | 25 de noviembre | 18:00    |
| San Antonio Unido   | 4 - 3     | Lautaro de Buin   | Lucio Fariña        | 27 de noviembre | 18:00    |
| Colchagua           | 2 - 2     | Deportes Recoleta | Jorge Silva         | 28 de noviembre | 18:00    |
| Deportes Concepción | 1 - 1     | Deportes Valdivia | Ester Roa           | 28 de noviembre | 18:00    |
| Iberia              | 2 - 1     | Deportes Colina   | Alberto Larraguibel | 28 de noviembre | 18:00    |
| Deportes Limache    | 3 - 3     | Independiente     | Lucio Fariña        | 29 de noviembre | 18:00    |

## Campeón
| Bandera de la Región Metropolitana de Santiago |
| Deportes Recoleta                              |
|                                                |
| 1.er título                                    |

## Estadísticas

### Goleadores
- Fecha de Actualización: 29 de noviembre de 2021

| Jugador            | Equipo            | Anotado |
| ------------------ | ----------------- | ------- |
| Milton Alegre      | Independiente     | 15      |
| Gonzalo Tapia      | Deportes Recoleta | 14      |
| Benjamín Inostroza | Iberia            | 9       |
| Emiliano Bonfigli  | Deportes Valdivia | 8       |
| Wladimir Cid       | General Velásquez | 8       |
| Diego Huerta       | Deportes Limache  | 7       |
| Fabián Bustos      | Rodelindo Román   | 7       |
| Ignacio Pinilla    | San Antonio Unido | 7       |
| Josué Ovalle       | San Antonio Unido | 7       |

### Hat-Tricks & Pokers
| Fecha | Jugador      | Goles | Local | Resultado | Visitante | Jornada |
| ----- | ------------ | ----- | ----- | --------- | --------- | ------- |
|       | Bandera de ? |       |       |           |           |         |

### Autogoles
| Jugador          | Equipo          | Anot. | Fecha   |
| ---------------- | --------------- | ----- | ------- |
| Leandro Aedo     | Rodelindo Román | 1     | Fecha 4 |
| Carlos Cisternas | Rodelindo Román | 1     | Fecha 7 |

## Entrenadores
| Equipo              | Entrenador         | Período     |
| ------------------- | ------------------ | ----------- |
| Colchagua           | Francisco Arrué    | 1.° - 4.°   |
| Colchagua           | René Ávila         | 5.° - 12.°  |
| Colchagua           | Pablo Pacheco      | 13.° - Act. |
| Deportes Colina     | Jeremías Viale     | 1.° - 9.°   |
| Deportes Colina     | Orlando Mondaca    | 10.° - 13.° |
| Deportes Colina     | Fernando Gutiérrez | 14.° - Act. |
| Deportes Concepción | Renato Ramos       | 1.° - 12.°  |
| Deportes Concepción | Óscar del Solar    | 13.° - Act. |
| General Velásquez   | Mauricio Riffo     | 1.° - 13.°  |
| General Velásquez   | César Bustamante   | 14.° - Act. |

## Regla del U-21
| Equipo                 | m.req | m.dis | m.pen | %       |
| ---------------------- | ----- | ----- | ----- | ------- |
| Colchagua              | 1.386 | 1.756 | -370  | 126,7%  |
| Deportes Colina        | 1.386 | 1.800 | -414  | 129,87% |
| Deportes Concepción    | 1.386 | 1.165 | 221   | 84,05%  |
| Iberia                 | 1.386 | 1.245 | 141   | 89,83%  |
| Deportes Limache       | 1.386 | 1.232 | 154   | 88,89%  |
| Deportes Recoleta      | 1.386 | 1.301 | 85    | 93,87%  |
| Deportes Valdivia      | 1.386 | 1.234 | 152   | 89,03%  |
| General Velásquez      | 1.386 | 1.800 | -414  | 129,87% |
| Ind Cauquenes          | 1.386 | 1.213 | 173   | 87,52%  |
| Lautaro de Buin        | 1.386 | 1.681 | -295  | 121,28% |
| Rodelindo Román        | 1.386 | 1.344 | 42    | 96,97%  |
| San Antonio Unido      | 1.386 | 1.599 | -213  | 115,37% |
| Actualizado - Fecha 20 |       |       |       |         |